# 神田梨沙
神田 梨沙（かんだ りさ、1983年11月26日 - ）は、日本の元AV女優。
血液型：A型。身長：154cm。サイズ：B:80cm(C-65)・W:59cm・H:83cm
趣味：ネイルアート  

## 略歴
- 2003年 - 『抱きしめて…』でAVデビュー。

## 作品

### アダルトビデオ
- 抱きしめて…（2003年5月30日、トライハート）
- BEST SHOT！（2003年6月27日、トライハート）
- オープンハート（2003年7月26日、トライハート）
- 神田梨沙のCosplasshion（2003年8月29日、トライハート）
- 女教師の秘蜜（2003年9月26日、トライハート）
- コールガール痴女（2003年10月24日、トライハート）
- Escape 神田梨沙（2004年4月21日、ビッグモーカル）
- Best Shot！！ 神田梨沙（2004年9月27日、トライハート）
- 神田梨沙の Cosplasshion（2004年10月7日、トライハート）
- コールガール痴女 神田梨沙（2004年11月4日、トライハート）
- 女教師の秘蜜 神田梨沙（2004年11月26日、トライハート）
- 抱きしめて… 神田梨沙（2005年6月25日、トライハート）
- 家庭教師 神田梨沙（2005年6月25日、ドリームチケット）
- オープンハート 神田梨沙（2006年4月19日、トライハート）
- W痴女Special 2 中山里菜、神田梨沙（2006年11月1日、セクシア）
- 女教師の秘蜜DX Vol.5 神田梨沙、葉山みなみ（2006年11月1日、セクシア）
- Cutie＋Beauty セックス 4 高井七海、神田梨沙（2006年12月1日、セクシア）
- やりすぎ秘書の裏オフィス 神田梨沙（2009年10月20日、ワープエンタテインメント）